# Magyar Fotóművészek Szövetsége
A Magyar Fotóművészek Szövetsége 1956-ban alakult magyar fotográfiai egyesület. Irodája a Mai Manó Ház I. emeletén működik, a Ház III. emeletén működő Pécsi József Könyvtár törzsanyaga a Szövetség adománya. A Szövetség 1958-ban kezdte meg a kecskeméti Magyar Fotográfiai Múzeum anyagának összegyűjtését.

## Székhelye
1065 Budapest, Nagymező u. 20., I. emelet (a Mai Manó Házban)

## Célja
A Szövetség célja a fotóművészeti alkotó tevékenység kibontakoztatása és támogatása, a magas színvonalú alkotások megismertetése, népszerűsítése belföldön és külföldön egyaránt. Célja továbbá a magyar fotóművészet társadalmi elismertségének fenntartása, növelése, tagjainak és szerzői jogainak érdekképviselete.

## Tevékenysége
- Kitüntetésekre, művészeti díjakra tesz javaslatot, a fotográfiát átfogóan érintő fontos jogszabályok előkészítésében más fotós szervezetek, egyesületek érdekeinek egyeztetésével, összehangolásával érvényesíti a szakmai, művészeti szempontokat a kulturális kormányzat és más intézmények felé.
- Könyveket, fotóalbumokat, kiadványokat jelentet meg vagy közreműködik ezek kiadásában.
- Módszeresen gyűjt – digitalizált formában –  fotókat, cikkeket, kéziratokat, interjúkat és előadásokat.
- Önálló kiállításokat, pályázatokat, biennálékat, kiállítás-sorozatokat hoz létre (Tánc, Akt, Természet, Zene a fotóművészetben stb.), közreműködik életmű-kiállítások megvalósításában.[3]

## Rendszeres programjai
Évente rendezi meg a Fotóporta – nemzetközi portfólió review-t, kétévente pedig a Fotóhónapot.

## Alkotócsoportjai
- Senior Alkotócsoport
- Fiatalok Fotóművészeti Stúdiója (FFS)

## Vezetői
Elnöke Szamódy Zsolt, ügyvezető titkára Martonné Csapó Beatrix.